# Sebecotepe II
Caanqueré Sobecotepe (agora considerado Sebecotepe II ou Sebecotepe IV; conhecido como Sebecotepe I em estudos mais antigos) foi um faraó da XIII dinastia egípcia durante o Segundo Período Intermediário.

## Provas
Sebecotepe aparece na lista de reis de Carnaque como Caanqueré. Um nome Sobec[ote]pe também é dado na coluna 6, linha 15 do cânone de Turim, que poderia ser Sebecotepe I. No entanto, essa identificação não é certa e a posição cronológica de Sebecotepe I na XIII dinastia é debatida. Atestados contemporâneos de Sebecotepe incluem relevos vindos de uma capela que outrora ficava em Abidos e um fragmento de coluna com inscrições. Além disso, o nome Caanqueré Sebecotepe aparece em uma inscrição em um pedestal de estátua de granito, uma vez na coleção de Amerste e, desde 1982, no Museu Britânico (exposição BM 69497). Seu reinado foi provavelmente curto, totalizando três a quatro anos e meio.

## Teorias
De acordo com os egiptólogos Kim Ryholt e Darrell Baker, Caanqueré Sebecotepe foi o 13º faraó da dinastia e teve um curto reinado de c. 1 735 a.C.. Alternativamente, Jürgen von Beckerath o vê como o 16º faraó da dinastia.
Ryholt menciona que Sebecotepe I pode ser idêntico a Sebecotepe II, que só é mencionado como Sebecotepe na Lista Real de Turim. Outros, como Dodson, consideram Caanqueré Sebecotepe II e Sequenré Cutaui Sebecotepe I como dois governantes diferentes da XIII dinastia, enquanto Bierbrier lista Caanqueré Sebecotepe I e Sequenré Cutaui Sebecotepe II. Recentemente, Simon Connor e Julien Siesse investigaram o estilo do monumento do rei e argumentaram que ele reinou muito mais tarde do que se pensava anteriormente (após Sebecotepe IV - que se tornaria Sebecotepe III).